# Istoria cartofului în imperiul incaș

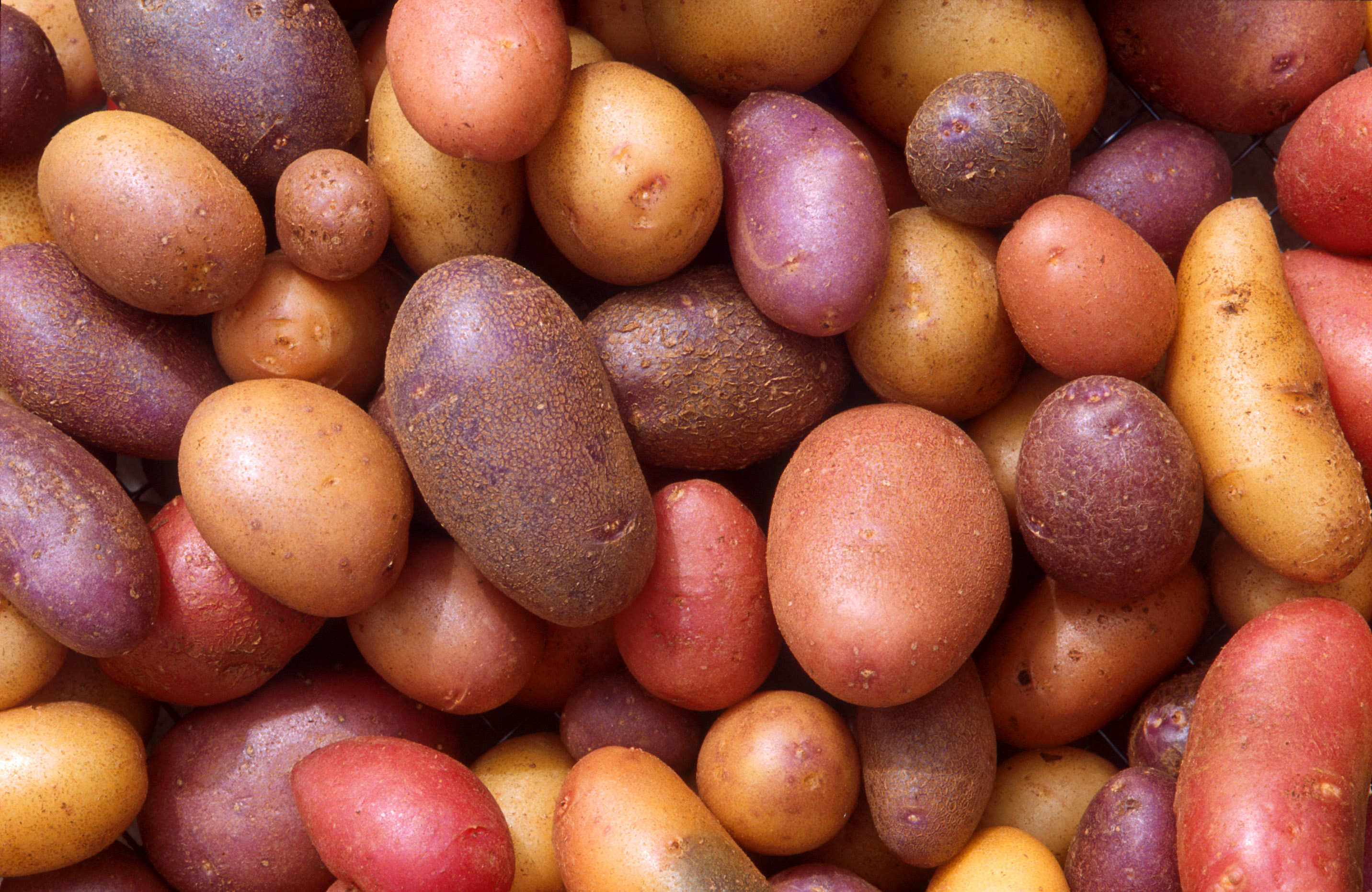
Diferite soiuri de cartofi

Cartoful (Solanum tuberosum) este o plantă erbacee din familia solanaceelor, cu flori albe sau violete și tulpini subterane terminate cu tuberculi de formă rotundă, ovală sau alungită. Planta este cultivată pentru acești tuberculi care sunt comestibili, bogați în amidon, motiv pentru care sunt folosiți în alimentație, dar și ca furaj.
Cartofii sunt originari din America de Sud, din regiunea Munților Anzi. În perioada precolumbiană, în zonele aflate azi în Chile, Peru, Ecuador și Columbia, se cultivau circa 200 de specii de cartof.
După orez, grâu și porumb, cartofii reprezintă a patra sursă de energie alimentară.
Imperiul Incaș a fost cel mai mare imperiu din America precolumbiană. A apărut pe înălțimile din Peru în jurul anului 1200; iar între 1438 și 1533 a reușit prin cuceriri și asimilări să încorporeze o mare parte din vestul Americii de Sud, având centrul în jurul Anzilor și a inclus mare parte din teritoriul ocupat azi de Ecuador, Peru, Bolivia, Argentina și Chile. În 1533, Atahualpa, ultimul împărat incaș (numit Sapa Inca) a fost omorât la ordinul conchistadorului Francisco Pizarro, marcându-se astfel începutul dominației spaniole.
Numele, în limba Quechua, era Tawantin Suyu care poate fi tradus ca Cele patru regiuni sau Uniunea celor patru regiuni ,cele patru provincii se întindeau spre cele patru puncte cardinale, cea mai mare, Collasuyu, era așezată în preajma lacului Titicaca. 
Centrul administrativ, politic și militar al Imperiului incaș era în Cazco. Tahuantinsuyo și-a atins apogeul la începutul secolului XVI când domina un vast teritoriu ce includea de la nord la sud, actualul teritoriu al Ecuadorului și o parte din Columbia până în centrul Chile și nord-vestul Argentinei, iar de la vest la est din Bolivia până la pădurile tropicale ale Amazonului. Tahuantinsuyo era organizat în “señoríos” (dominioane) cu o societate stratificată în care conducătorul era Inca, iar economic se baza pe proprietatea comună a pământului. De fapt Imperiul Inca a fost creat cu scopul de a răspândi civilizația, o civilizație bazată pe credințe mitice în care armonia relațiilor dintre oameni, natură și zei era esențială.
Se întâlneau mai multe forme locale de venerare însă liderii Inca încurajau venerarea propriilor zei, cel  mai important dintra aceștia fiind Inti, Zeul Soare. Miturile Inca relatează despre geneza lumii și a oamenilor, precum și cum și de unde au venit primii Inca divini.

## Locul de origine al cartofului

Aria de răspândire a Solanum tuberosum (cartoful) în America de Sud.

Marea majoritate a cercetătorilor sunt de acord că locul de baștină al cartofului cultivat este în bazinele din regiunea Munților Anzi. Aceștia se bazează pe faptul că în bazinul mijlociu și în tot lanțul Anzilor din Mezoamerica cresc spontan specii sălbatice înrudite cu cartoful. În Peru se cultivă și astăzi unele specii de cartof sălbatic.

## Agricultura incașă

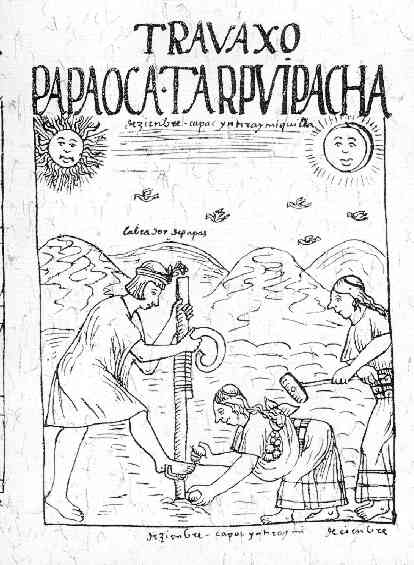
Poma de Ayala 1613: Lucrarea pământului la incași cu taclla.

Odată cu dezvoltarea imperiului incaș, s-a dezvoltat foarte mult și agricultura. În regiunile joase ale imperiului se cultiva porumbul (numit sara în limba Quechua și maniocul, în timp ce în regiunile mai înalte și mai puțin fertile se plantau cartoful (papa sau patata), fasolea (terwi), ardeiul (regoto) și quinoa (o specie de dovleac cu sâmburi bogați în albumină). În perioada de sfârșit a imperiului, cultura cartofului a fost extinsă și în zonele de mijloc și de coastă. Datorită introducerii unui sistem de terase irigate, cartoful a fost cultivat și în zonele aride. Lângă Cuzco există rămășițele unui gigantic rezervor de apă din care, pe timp de secetă, se irigau la mare distanță și culturile de cartofi. Incașii au mărit suprafața agricolă prin construirea unor terase alpine.
Prelucrarea în comun a pământului era prima obligație a fiecărui om de rând din imperiul incaș. Munca la câmp era supravegheată de un totricoc michoc , un descendent al incașilor care putea ordona și pedeapsa cu moartea pentru țăranii care nu-și respectau zilele prestabilite pentru lucru de domnitor.

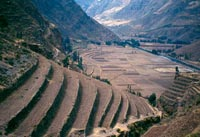
Terase incaşe pe care se plantau cartofi

## Plantarea cartofilor
Munca la câmp începea în luna august. Conducătorul statului inaugura muncile agricole cu un topor de aur pe câmpul regal din Cuzco. În America precolumbiană nu se cunoștea plugul, prin urmare incașii foloseau săpăligi cu o coadă lungă, uneori de mărimea unui om, numite taclla (se lucra cu acest instrument asemănător cu desfundatul pământului cu cazmaua). În fața bărbaților stăteau femeile în genunchi care mărunțeau pământul cu un mic topor. Când plantau cartofii, incașii puneau câte un pește în cuibul de cartof pentru a îngrășa pământurile sărace din podișuri. În același fel bărbații se luptau între ei (uneori până la moarte) cu armele până se răneau și sângele curs îl îngropau împreună cu cartofii de sămânță. 

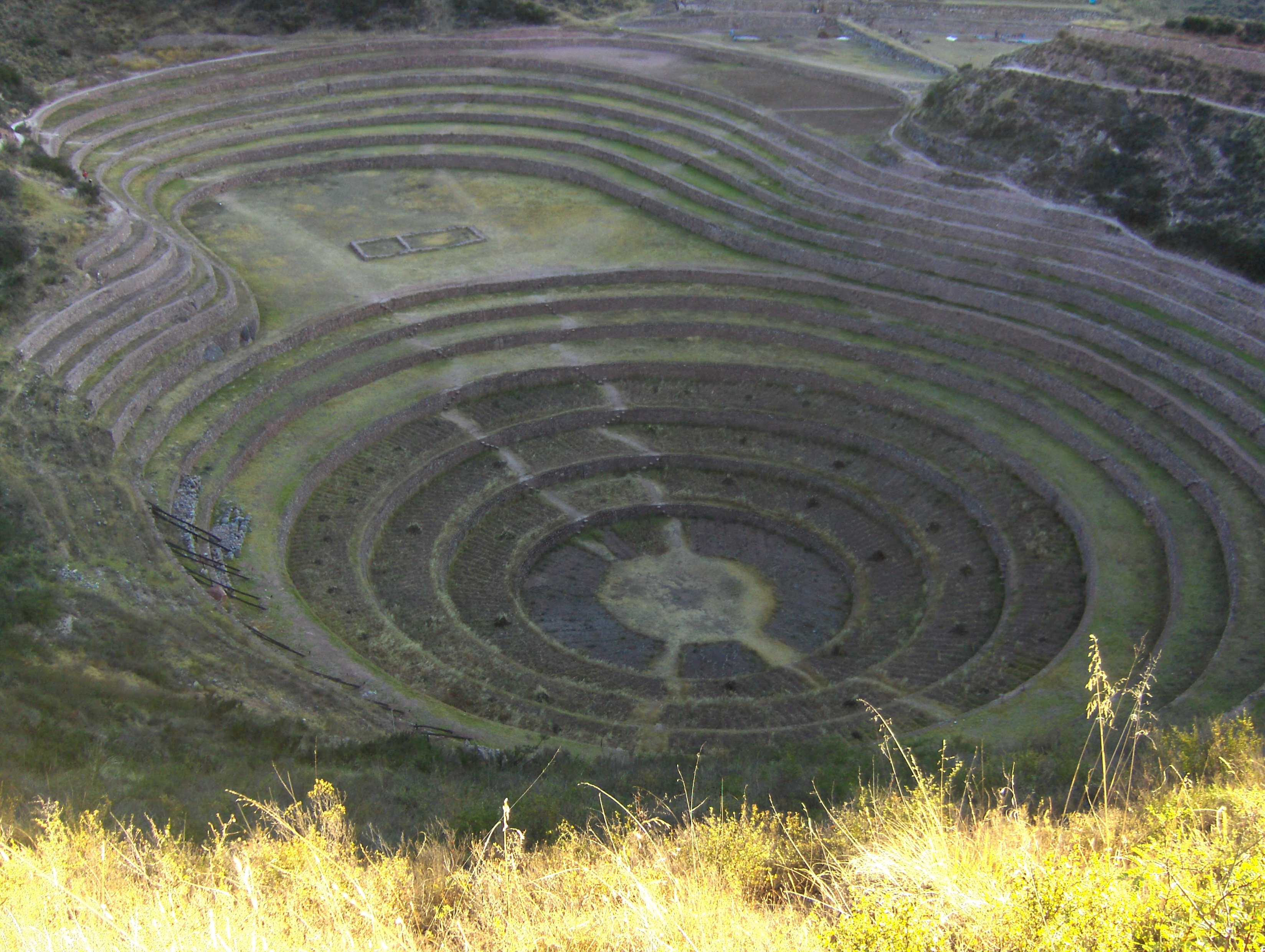
Terasele incaşe de la Moray, Peru

## Recoltarea cartofului
Recoltarea cartofului se făcea de obicei de către femei, iar transportul la locurile de uscare sau de păstrare se făcea cu spinarea.
E. Roze, în 1898, scria despre o sărbătoarea a locuitorilor din Kol'ao care a rămas în tradiție, la sfârșitul lunii mai - începutul lunii iunie, după recoltarea cartofilor. La sărbătoare, mamele erau obligate să prezinte ultimii copii născuți de la ultima recoltare a cartofului. Copii erau pictați cu o linie roșie peste față, de la o ureche la cealaltă, cu sânge de vicuna (lamă sălbatică). La final, carnea animalului jertfit era consumată de mamele copiilor. Sărbătoarea se bazează pe obiceiuri străvechi, când mamele erau obligate să mănânce carnea dușmanilor uciși, pentru a-și spori fecunditatea și a-și restabili forțele.

## Practici de vrăjitorie
Cartofii care aveau tuberculi cu forme anormale erau folosiți pentru ghicirea viitorului (Papa Komopa), potrivit naturalistului Alexander von Humboldt. Din acești tuberculi se realizau păpuși îmbrăcate în haine femeiești, cărora li se aduceau jertfe, pentru a se obține recolte mari de cartofi.

## Drumul spre Europa
Spaniolii, în jurul anului 1530, au descoperit cartoful în Peru și l-au introdus în Spania și în țările din sudul Europei către 1540. Patruzeci de ani mai târziu, amiralul englez Raleigh îl introduce în Insulele Britanice și în Țările de Jos. În vremea aceea, cartoful era considerat toxic pentru om  deoarece se considera că-i provoca lepra și nu servea decât la hrănirea vitelor.